# Équihen-Plage
Équihen-Plage é uma comuna francesa na região administrativa de Altos da França, no departamento de Pas-de-Calais. Estende-se por uma área de 3,81 km². Em 2010 a comuna tinha 2 736 habitantes (densidade: 718,1 hab./km²).